# Witringtiran
De witringtiran (Conopias albovittatus) is een zangvogel uit de familie Tyrannidae (tirannen).

## Verspreiding en leefgebied
Deze soort komt voor van Honduras tot Ecuador en telt twee ondersoorten:
- C. a. distinctus: van oostelijk Honduras tot westelijk Panama.
- C. a. albovittatus: van centraal Panama tot noordwestelijk Ecuador.

## Status
De grootte van de populatie is in 2019 geschat op 0,5-5 miljoen volwassen vogels. Op de Rode lijst van de IUCN heeft deze soort de status niet bedreigd.